# فلز
الفِلِزُّ عنصرٌ كيميائي يتميز بالبريق المعدِني (اللَّمَعان؛ لأنه يعكس الضوء)، والقابليةِ للسحب والطرق (المطَّاطيَّة)، والقدرةِ العالية على توصيل الحرارة والكهرباء (لوجود إلكتروناتٍ حرة فيه)، والصلابةِ ما عدا الزئبق، يتفاعل مع غيره بفَقد الإلكترونات فيكوّن أيوناتٍ موجبة (كاتيونات)، وبين ذراته رابطةٌ فلزية. وأمثلة الفلزات: الذهب، والفضة، والألمنيوم، والحديد، والنحاس الأبيض.
ويقابله اللافلز: وهو عنصر كيميائي لا بريق له، لا يقبل الطرق والسحب، رديء التوصيل الكهربائي والحراري؛ إذ ليس فيه إلكترونات حرة، وتُوصَف الفلزات أيضًا بأنها: شبكة من الأيونات الموجبة (كاتيونات) داخل سحابة من الإلكترونات. والفلزات على ثلاث مجموعات للعناصر التي تتميز بتأينها وخواصها، ومع أشباه الفلزات واللافلزات. وإذا رسمنا خطًّا مائلًا في الجدول الدوري من البورون إلى البولونيوم فَصَلَ الفلزاتِ عن اللا فلزات، فالعناصر على هذا الخط أشباهُ الفلزات، والعناصر أسفلَ يساره هي الفلزات، وأعلى يمينه هي اللا فلزات.
واللافلزات متوافرة في الطبيعة أكثر من الفلزات، ولكن الفلزات تكون أغلب الجدول الدوري، وعددها حوالَي 95 عنصر من أصل 118. ومن الفلزات المشهورة: الألومنيوم، والنحاس، والذهب، والحديد، والرَّصاص، والفضة، والتيتانيوم، واليورانيوم، والزِنك.
وتميل الصور المتآصلة للفلزات إلى اللمعان (البريق)، واللدونة، والقابلية للطرق، والتوصيل، أما اللا فلزات عمومًا فهي هشه (اللافلزات الصُّلْبة) بلا بريق، عازلة.

## الخواص الفيزيائية
الفلزات لها خواص فيزيائية مميزة: فهي غالباً ما تكون لامعة (لها بريق)، وذات كثافة عالية، ويمكن سحبها، يمكن طرقها، وغالباً درجة انصهار عالية، كما أنها صلبة وجيدة التوصيل للكهرباء والحرارة. ويرجع هذا بصفة عامة لكثافتها العالية، وطراوتها، بينما الفلزات ذات درجة حرارة الانصهار المنخفضة تكون نشيطة ونادراً ما يمكن تواجدها في حالتها العنصرية الفلزية.
وتحدث خاصية التوصيل غالباً لأن كل ذرة يكون بها إلكترونات غير مرتبطة جيداً في غلافها الأخير (إلكترون التكافؤ)، وعلى هذا يتكون ما يشبه البحر حول كاتيون نواة الفلز مما يسبب خاصية التوصيل.
معظم الفلزات غير ثابتة كيميائياً، تتفاعل مع الأكسجين في الهواء لتكوين أكاسيد بمرور الوقت (الحديد يصدأ على مر السنين، يحترق البوتاسيوم في ثواني، الفضة تفقد لمعانها في شهور). تتفاعل الفلزات القلوية أسرع، يتبعها الفلزات القلوية الترابية والتي توجد في أيمن الجدول الدوري. وتأخذ الفلزات الانتقالية وقت أطول لتتأكسد (مثل الحديد، النحاس، النيكل) بينما لا يتفاعل البالاديوم، الذهب، البلاتين مع الأكسجين الجوي على الإطلاق (ولهذا يتم صنع المصاغ منهم). بعض الفلزات تكون طبقة ساترة من الأكسيد على سطحها والتي لا يمكن اختراقها بجزيئات الأكسجين ولهذا فإنها تحتفظ بخاصية اللمعان والتوصيل لعقود عديدة (مثل الألومنيوم، بعض أنواع الصلب، التيتانيوم وغيرها). وبالنسبة للفلزات الأخرى يتم طلائها بالبويات، أوبالطلاء الكهربي لمنع تأكسدها.

### الفلزات النبيلة
الفلزات النبيلة (أو المعادن الكريمة) هي تلك التي توجد كفلزّات نقية في قشرة الأرض، لا كجزء من مركبات أخرى. وهذه الفلزات هي النحاس والبلاديوم والفضة والبلاتين والذهب.
الفلزات النبيلة غير متفاعلة، ولا تتحد بسهولة مع عناصر أخرى لتشكيل مركبات. ونظراً لأن الفلزات النبيلة غير متفاعلة، فإنها لا تتآكل بسهولة وتستعمل في المجوهرات والنقود المعدنية، والذهب شديد اللاتفاعل، ولا تزال القطع الذهبية القديمة لماعة حتى الآن.

### الفلزات القلويّة
الفلزات القلوية ستة فلزات شديدة التفاعل، تضم الصوديوم والبوتاسيوم، وتشكل المجموعة I من الجدول الدوري. نقاط انصهارها متدنية، ينصهر البوتاسيوم عند -64 درجة مئوية، وهي طريّة ويمكن قطعها بالسكين، وهي تكوّن محاليل قلوية عندما تتفاعل مع الماء، ولذلك تسمى الفلزات القلوية.

### فلزّات الأتربة القلوية
فلزات الأتربة القلوية ستة فلزات، تضم المغنيزيوم والكالسيوم والباريوم، وتشكل المجموعة II من الجدول الدوري، وتوجد هذه الفلزات في كثير من المعادن المختلفة في قشرة الأرض. مثال ذلك، يوجد الكالسيوم في الكلسيت، ويشكل عروقاً في الحجر الجيري والطباشير.
فلزات الأتربة القلوية أقل تفاعلية من الفلزات القلوية، وهي أقسى ولها نقاط انصهار أعلى.

### فلزّات الانتقالية
يمكن اعتبار الفلزات الانتقالية فلزات مثالية، فهي قوية وصلدة ولماعة ولها نقاط انصهار عالية، وهي أقل تفاعلا من الفلزات القلوية وفلزات الأتربة القلوية.
الحديد والذهب والفضة والكروم والنحاس كلها فلزات انتقالية. ومن السهل تشكيلها، ولها كثير من الاستخدامات الصناعية بمفردها وكسبائك.

### فلزّات ضعيفة
الفلزات الضعيفة مجموعة من تسعة معادن: الأنتيمون والألمنيوم والغاليوم والإنديوم والقصدير والثاليوم والرصاص والبزموث والبولونيوم. وهي مصنّفة في مجموعة إلى يمين الفلزّات الانتقالية في الجدول الدوري.
الفلزات الضعيفة طرية بشكل عام ولا تستخدم كثيراً بمفردها. ورغم ذلك يستخدم العديد منها في صنع مواد مفيدة.
الألمنيوم أحد الفلزات الأقل كثافة. الرصاص بالمقابل كثيف جداً ويستخدم في المستشفيات كحاجز دارئ للأشعة السينية.

## السبائك
السبيكة هي خليط من الخواص الفلزية وتحتوى على الأقل عنصر فلزي واحد. مثال ذلك الصلب (الحديد والكربون) ،النحاس الأصفر (النحاس والزنك)، البرونز (النحاس والقصدير)، دور الومين (الألومنيوم والنحاس). يتم تصنيع السبائك غالبا للتطبيقات الخاصة، مثل المحركات النفاثة، والتي تحتوى على أكثر من عشر عناصر.

## مسميات
فلزات حديدية
هي الفلزات التي تحتوي على الحديد.
فلزات خاملة
هي تلك التي تقاوم الأكسدة والتآكل . من الممكن إدراجها كفلزات نفيسة. مثل (التانتالوم والبلاتين).
فلزات نفيسة
هي فلزات لها قيمة اقتصادية عالية. تعدّ كيميائيا فلزات أقل نشاطاً من الفلزات الأخرى، أكثر لمعانا وتوصيلا للكهرباء. وكانت تاريخيا تستخدم كعملة، لكن الآن تعد أساس الاستثمار والسلع الصناعية. مثل (الذهب، والفضة، والبلاتين).